# Kefalotyri
Kefalotyri (ou Kefalotiri) (em grego:  κεφαλοτύρι) é um queijo duro, feito de leite de ovelha ou cabra, produzido tanto na Grécia, quanto em Chipre, embora outro queijo, chamado de Kefalograviera, feito de leite de vaca ou da mistura de leites de vaca e ovelha é, algumas vezes, vendido fora destes países como Kefalotyri. Dependendo da mistura de leite usada no processo a cor pode variar entre o amarelo e o branco.
Seu sabor, lembra o Gruyère, exceto que é mais duro e mais salgado. Por ser um queijo duro, é consumido puro, frito em azeite para o preparo do "saganaki", um prato local, ou adicionado em outros pratos como massas, carnes e vegetais cozidos, especialmente em pratos gratinados. É um queijo bastante popular, tendo sua produção estabelecida desde a Era Bizantina. Pode ser encontrado em algumas lojas "gourmet" nos EUA e outros países, alémd e Grécia e Chipre. Os queijos demoram de dois a três meses na maturação. O Kefalotyri maturado, com mais de um ano, é mais seco e com sabor mais forte, e pode ser consumido como o meze ou o ouzo, ou usado para gratinar.